# Khumiso Ikgopoleng
Khumiso Stephen Ikgopoleng (* 5. Dezember 1979 in Good Hope) ist ein ehemaliger botswanischer Boxer und Box-Trainer.
Er trat bei den Olympischen Sommerspielen 2004 in Athen und 2008 in Peking an. Im Federgewichtsturnier 2004 kam er auf Rang 9, er verlor gegen Muideen Ganiyu aus Nigeria. Für die Spiele 2008 konnte er Gewicht abnehmen und trat 2008 im Bantamgewicht an. Dort kam er auf Rang 5. Außerdem fungierte er als Fahnenträger bei der Eröffnungsveranstaltung 2004 und der Schlussveranstaltung 2008.
Er trat auch 2008 im Box-Weltcup in Russland an, wo er ebenfalls auf Rang 5 kam. Im Februar 2009 trat er aus der aktiven Karriere zurück. 2012 arbeitete er als Trainer für das Botswana Olympic Boxing Team und war in dieser Funktion auch bei den Olympischen Sommerspielen 2012 in London. Er war Headcoach der botswanischen Mannschaft bis 2015, dann erhielt er eine Stelle beim The Corner Boxing Club in Boulder, Colorado, Vereinigte Staaten.